# Бренвелл Бронте
Патрік Бренвелл Бронте (англ. Patrick Branwell BrontePatrick Branwell Bronte ; Торнтон, Вест-Йоркшир, Англія, Велика Британія, 26 червня 1817 — 24 вересня 1848, Хоерт , Вест-Йоркшир, Англія, Велика Британія) Емілі Бронте — англійський художник і поет, єдиний син у родині літераторів Бронте, брат письменниць Шарлотти, Емілі і Енн.

## Біографія

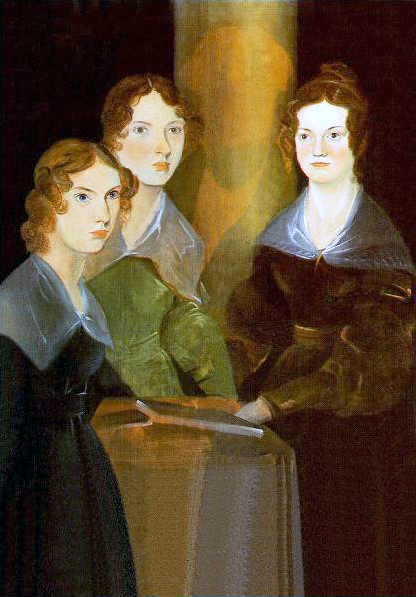
Портрет сестер Бронте (зліва направо: Енн, Емілі, Шарлотта), написаний їхнім братом Бренвеллом у 1835 році. Видно силует Бренвелла, що залишився від стертого ним зображення

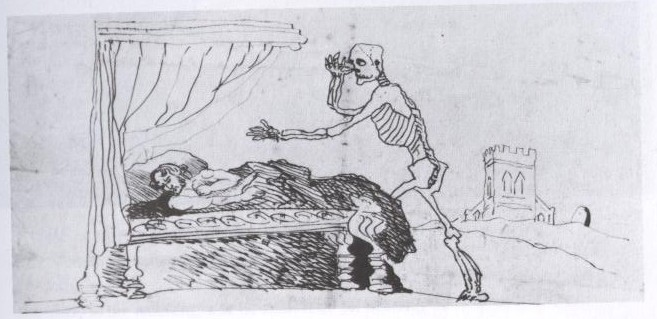
Бренвелл Бронте на смертному одрі. Автошарж, 1847

Бренвелл Бронте був четвертою дитиною з шістьох дітей і єдиним сином Патріка Бронте та його дружини, Марії Бренвелл Бронте. Народився в Торнтоні, поблизу Брадфорда, Йоркшир, і пізніше переїхав зі своєю сім'єю до Хоерта, де його батько отримав сан священника в 1821 році.
У 1824 році чотирьох сестер Бренвелла відправили вчитися в пансіон Кауан-Брідж для дочок духовних осіб (де наступного року дві старші, Марія та Елізабет, захворіли та померли, після чого Шарлотту та Емілію забрали звідти), тоді як сина батько навчав удома, давши йому класичну освіту.
Бренвелл Бронте, як і його сестри, з дитинства пристрастився до творчості. Збереглися нариси великого оповідання про вигадану країну Ангрію, написаного Бренвеллом разом із Шарлоттою (Емілі і Енн тоді ж придумали свою фантастичну країну — Гондал, «величезний острів у північній частині моря»).
У юності Бренвелл Бронте навчався портретного живопису в Хоерті; у 1838 і 1839 роках працював художником у Брадфорді. Одна з найвідоміших його робіт — автопортрет в оточенні сестер (пізніше Бренвелл стер власне зображення).
У 1840 Бронте став викладати у хлопчика в багатій сім'ї, але після півроку роботи там був звільнений. У цей час він працював над перекладами «Од» Горація. У 1841 році він був прийнятий на роботу на залізничну станцію, проте через рік його звинуватили в розтраті (виявили нестачу в розмірі 11 фунтів). Протягом усього періоду роботи в сім'ї та на станції Бренвелл писав для йоркширських газет під всілякими псевдонімами.
У 1843 Бронте вступив на нове місце роботи — викладачем у сина священника Едмунда Робінсона. Цю роботу він отримав завдяки сестрі Енн, яка служила гувернанткою в сім'ї Робінсон у двох старших дочок. Під час перебування в сім'ї він пристрасно захопився дружиною містера Робінсона Лідією. Місіс Робінсон була необережна у спілкуванні зі своїм коханцем, неодноразово передавала йому гроші через прислугу. У 1845 році чоловік Робінсон розкрив зраду і звільнив Бренвелла Бронте.

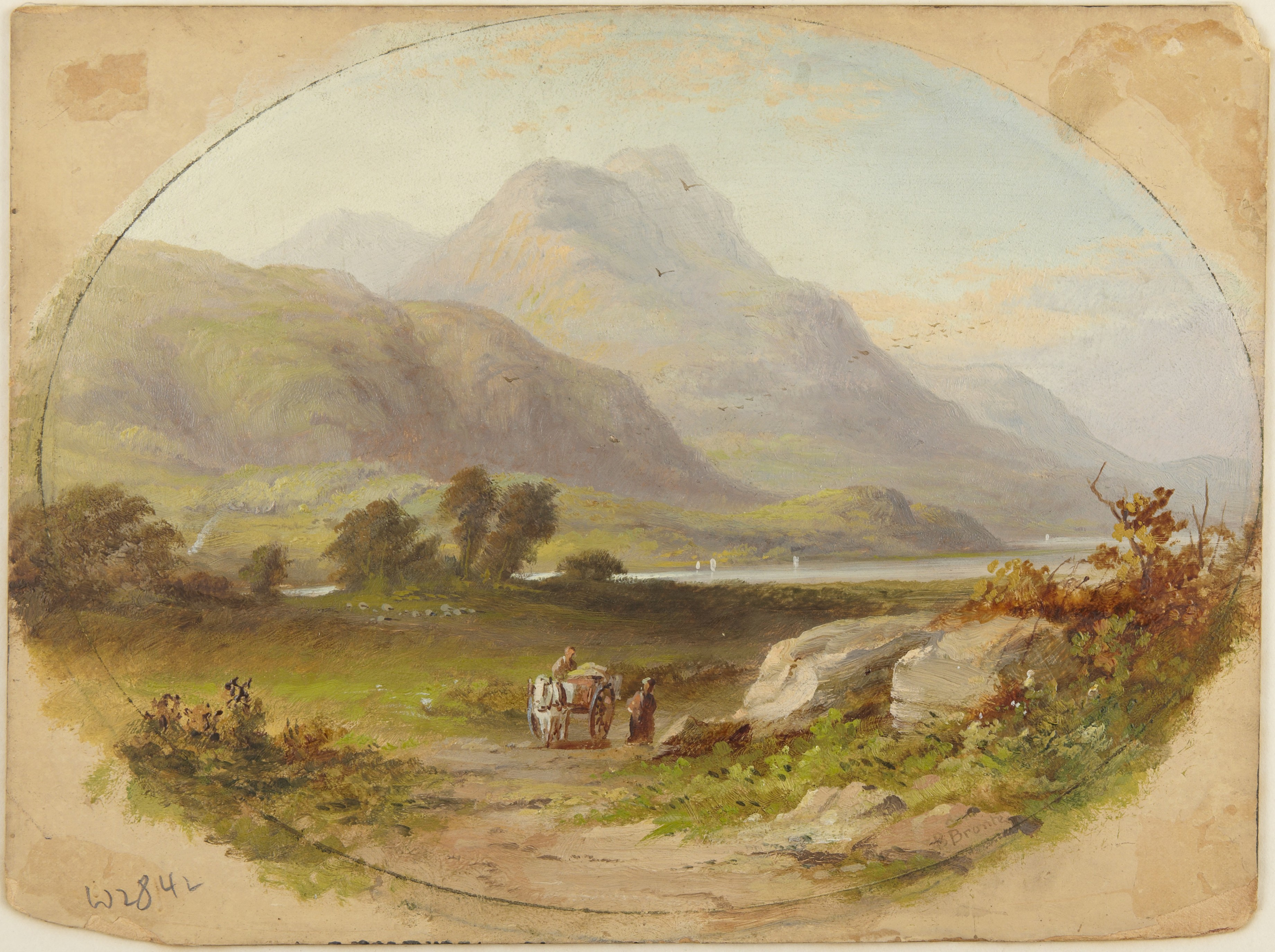
Гірський пейзаж. Одна з картин Бренвелла.

Після повернення в Хоерт Бренвелл став зловживати алкоголем та опіумом (випивати та вживати наркотики він почав з юності). Поступово вчинки Бренвелла ставали небезпечними та непередбачуваними, нерідко траплялися напади білої гарячки. У ці роки перші романи сестер Бренвелла почали приймати видавництва, але Бренвелла це не хвилювало. Серйозна наркотична та алкогольна залежність Бренвелла спричинила ослаблення здоров'я, після чого він заразився ще й туберкульозом. Сім'я Бренвелла не здогадувалася про те, наскільки він серйозно хворий; місцевий лікар поставив діагноз на останній стадії хвороби. 24 вересня 1848 Бренвелл Бронте помер. Сестра Бренвелла Емілі померла від туберкульозу у грудні того ж року, Енн — у травні 1849 року.

## Вплив на культуру
- Любовний роман Бренвелла Бронте з місіс Робінсон відбитий у фільмі 1967 року «Випускник», за сюжетом якого юнака, спокушеного зрілою жінкою на прізвище Робінсон, звуть Бен Бреддок.
- Британська письменниця Дафна дю Мор'є, яка тривалий час цікавилася життям і творчістю Бренвелла Бронте, в 1960 році опублікувала його белетризовану біографію — «Інфернальний світ Бренвелла Бронте» (англ. The Infernal World of Branwell Brontë). Подіям, які передували та супроводжували написання Дафною Дюмор'є біографії Бренвелла, а також відбулися після цього, присвячена книга сучасної британської письменниці Жюстін Пікарді «Дафна»[7], в якій захоплення Дюмор'є особистістю Бренвелла порівнюється з «навіженням».
- 1 червня 2009 року в музеї сім'ї Бронте в Хоерті відкрилася виставка «Секс, наркотики та література — „інфернальний світ Бренвелла Бронте“», присвячена трагічному життю єдиного сина в сім'ї Бронте[8].